# Au nom des fils
Pour plus de détails, voir Fiche technique et Distribution.
Au nom des fils est un téléfilm français réalisé par Christian Faure et diffusé en 2015.

## Synopsis
Quatre garçons meurent noyés lors d’une sortie en mer organisée par un camp de scouts intégristes. Très vite, la police place l’abbé Vialard, le directeur, en garde à vue. Anne Lotaire, dont le fils Ludovic est décédé en portant secours aux naufragés, découvre que l’association de scoutisme en question, un petit mouvement traditionaliste, n’est pas agréée par l’État et porte plainte. Odile Chasseuil, maman de l’une des victimes, tente de son côté de faire son deuil.

## Fiche technique
- Réalisation : Christian Faure
- Scénario : Christian Faure et Hubert Prolongeau
- Image : Jean-Pierre Hervé
- Montage : Jean-Daniel Fernandez-Qundez
- Musique : Charles Court
- Directeur de production : Stéphane Guéniche
- Production : Jean Nainchrik (Septembre productions)
- Durée : 90 minutes
- Genre : drame
- Lieux de tournage : Ille-et-Vilaine,  Côtes-d'Armor (Pointe du Grouin, Saint-Malo, Saint Suliac, Dinard, Plerguer, Dinan, Lehon, Rennes)
- Première diffusion : 17 mars 2015 sur France 3

## Distribution
Sauf indication contraire, les informations mentionnées dans cette section peuvent être confirmées par la base de données cinématographiques IMDb,  présente dans la section « Liens externes ».
- Isabelle Gélinas : Anne Lotaire
- Léa Drucker : Odile Chasseuil
- Lionel Abelanski : Pierre Chasseuil
- Bernard Yerlès : Serge Lotaire
- Alexis Loret : Richard
- Antoine Chappey : Abbé Vialard
- Philippe Faure : Xavier Fabre
- Catherine Riaux : Irène Fabre
- Fabienne Rocaboy : Madame Marcellin
- Isabelle Renauld : Alice
- Solal Forte : Ludovic Lotaire
- Joris Perot : Romain Chasseuil
- Devi Couzigou : Michel Chasseuil
- Quentin Morvan : Jean Marcellin
- Brendan Hains : Louis Duquesne
- Eddy Frogeais : Le père de Charles

## Source d'inspiration et production
Ce téléfilm est inspiré d'un fait divers survenu en juillet 1998 au large de Perros-Guirec. Quatre jeunes scouts avaient trouvé la mort noyés durant leur camp de vacances. Ils avaient embarqué sur un bateau à voile sans aucun moniteur. Le responsable de ce camp, l'abbé Jean-Yves Cottard, un prêtre catholique traditionnel   (membre de la Fraternité sacerdotale Saint-Pie-X) mit près de sept heures avant de donner l'alerte. Le scénario a été co-écrit par Hubert Prolongeau, le journaliste qui avait couvert l'affaire pour Le Nouvel Observateur,. Si le nom de l'abbé a été modifié, le téléfilm a cherché à « s'approcher au plus près d'une réalité glaçante et accablante à l'encontre de l'abbé et de ses soutiens », comme le souligne Télérama, qui note même que « les propos des protagonistes sont repris parfois mot pour mot ».
Le producteur Jean Nainchrik a, dès la lecture de l'article d'Hubert Prolongeau, eu l'envie de porter cette histoire à l'écran. Le producteur a proposé l'idée à France 3, qui refusa dans un premier temps, puis accepta cinq ans plus tard d'en faire un téléfilm. Christian Faure, à qui la réalisation est confiée, écrit alors le scénario avec le journaliste. Ils décident de le centrer sur le combat de deux mères. Le film est achevé en janvier 2014.

## Tournage
Originellement intitulé La Faute de l'abbé Vialard,, le téléfilm a été tourné du 24 septembre au 19 octobre 2013, notamment à 
- Ille-et-Vilaine
  - Dinard,  Saint-Malo, Saint-Suliac et à la pointe du Grouin à Cancale[7].
- Côtes-d'Armor
  - Dinan,

## Accueil critique
Télé-Loisirs parle de « réussite » indiquant que « Léa Drucker et Isabelle Gélinas jouent à la perfection ces femmes éprouvées par le chagrin mais qui trouvent la force de se battre seules contre tous ». Télérama, sous la plume d'Isabelle Poitte, indique que le téléfilm « s'attache surtout à décrire l'âpreté d'un combat à la fois public et intime mené contre le fanatisme » et « n'échappe pas toujours aux lourdeurs de la démonstration et aux larmes faciles ». Isabelle Poitte salue aussi « les interprètes remarquables, Isabelle Gélinas et Léa Drucker ». Le quotidien catholique La Croix insiste sur le fait que « l'Église n’est pas la cible de ce téléfilm poignant, pas plus que le scoutisme ». Il rapporte que « ce drame avait entraîné pendant plusieurs années une baisse importante des effectifs des différents mouvements scouts en France » et cite Olivier Jourdan,  responsable du centre national des Scouts d'Europe : « Ce film remet bien les choses à leur place en expliquant qu’il s’agit d’un mouvement non agréé et en apportant toutes les nuances nécessaires ».

## Audience
Lors de sa première diffusion le 17 mars 2015, le téléfilm a rassemblé 2,9 millions de téléspectateurs, en France, soit une part d'audience de 11,5 %.

## Prix et récompenses
- Festival de la fiction TV de La Rochelle 2014 : Prix spécial du jury[11]